# Ривадемар, Родольфо

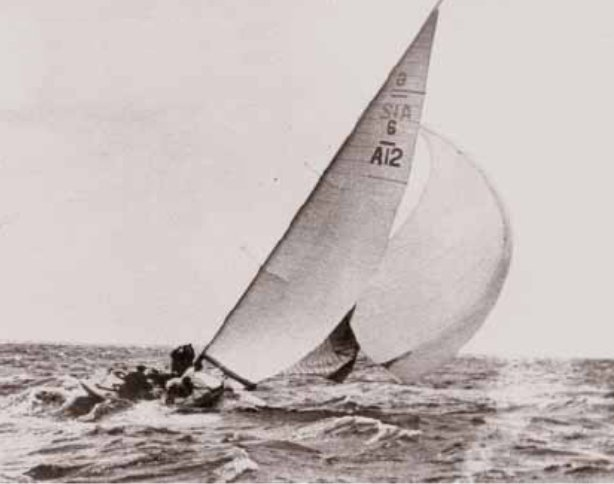
Аргентинская яхта «Джинн». В состав экипажа входил Родольфо Ривадемар

Родольфо Рикардо Ривадемар (исп. Rodolfo Ricardo Rivademar, 19 октября 1927 — 15 октября 2013) — аргентинский яхтсмен, серебряный призёр летних Олимпийских игр 1948 в Лондоне в 6-метровом R-классе.

## Спортивная карьера
Получил инженерное образование.
На летних Олимпийских играх в Лондоне (1948) аргентинские яхтсмены в 6-метровом R-классе выступали на Astillero Nevins Yard Inc. de City Island, которая выиграла ещё в 1938 г. мемориал Рузвельта, а в 1947 г. — Кубок Уэльса. В преддверии Олимпиады яхта была приобретена аргентинцами за 10 000 песо. По итогам семи гонок спортсмены Аргентины с 5120 очками выиграли серебряную медаль вслед за яхтсменами США. На своей второй Олимпиаде в Токио (1964) занял десятое место.
В 1963 г. спортсмен становился чемпионом Панамериканских игр в классе «Дракон».
В 2006 г. занимал пост президента Союза мореходных организаций Аргентины (Unión de Entidades Náuticas de la República Argentina, UNEN).